# ONG Conectadas Mx
La ONG Conectadas MX es una organización sin fines de lucro, integrada por mujeres líderes que desempeñan cargos de dirección ejecutiva en organizaciones académicas, empresariales y gubernamentales, dedicada a impulsar la igualdad de género en los sectores de Telecomunicaciones y Tecnologías de la Información en México.

## Historia
En México, la participación laboral femenina en los sectores de telecomunicaciones y tecnologías de la información aún es reducida y su ascenso a altos cargos o a cargos de dirección ejecutiva esta limitado por cuestiones de idiosincrasia y estereotipos de género.
Para cerrar la brecha de género, María Elena Estavillo Flores, Comisionada del Instituto Federal de Telecomunicaciones y Adriana Labardini Inzunza, ex Comisionada de ese Instituto, convocaron a mujeres líderes de esos sectores para crear un colectivo cuya misión estuviera centrada en impulsar la igualdad de género y realizar acciones para eliminar el techo de cristal en esas industrias.
Fue así que, el 23 de abril de 2018 en un evento organizado en el marco de las celebraciones del Día Internacional de las Niñas en las TIC 2018 se dio a conocer esta ONG que inició sus actividades con la celebración de un acuerdo de colaboración con la Secretaría de Comunicaciones y Transportes cuyo objetivo es promover el espíritu STEM en niñas y jóvenes mexicanas.

## Actividades
Conectadas Mx realiza actividades de empoderamiento femenino, educación y sensibilización en temas de igualdad de género y alianzas estratégicas con instituciones gubernamentales y empresas.  
Identifica a las mujeres que laboran en los sectores de Telecomunicaciones y Tecnologías de la Información, visibiliza su trabajo y, mediante talleres y mentorías, las ayuda a desarrollar habilidades gerenciales.
Impulsa la adopción de buenas prácticas en materia de paridad de género al interior de las instituciones públicas y organizaciones privadas y sus integrantes participan en los programas: "Niñas STEM pueden" encabezada por la Secretaría de Educación Pública (SEP) y la Organización para la Cooperación y el Desarrollo Económicos (OCDE) así como en "Mujeres en STEM, Futuras líderes” a cargo de U.S. México Foundation que fomentan el interés en la ciencia en niñas y jóvenes para que, a futuro, elijan carreras STEM como una opción de desarrollo profesional.